# Isabel Florrie Saul
Isabel Florrie Saul (Southbourne-on-Sea, Regne Unit, 1895 - 1982) fou una artista britànica que cultivà els gèneres del gravat, la pintura i la ceràmica, entre d'altres.